# Marco Luzzago
Fra Marco Luzzago SMOM (1950, Brescia – 7. června 2022) byl italský profesní rytíř Maltézského řádu, kterého 8. listopadu 2020 úplná státní rada maltézského řádu zvolila místodržitelem úřadu velmistra na dobu jednoho roku. Papež František dne 26. října 2021 v dopise kardinálu Tomasimu Luzzagovo funkční období prodloužil až do doby zvolení nového velmistra.